# Te amo (película de 1986)
 Te amo es una película argentina filmada en Eastmancolor estrenada el 2 de mayo del año 1986. Dirigida por Eduardo Calcagno. Escrita por Eduardo Calcagno y Nelly Fernández Tiscornia. Protagonizada por Ulises Dumont y Betiana Blum. Coprotagonizada por Ricardo Darín, Gogó Andreu, Germán Palacios, Georgina Barbarrosa, Eleonora Wexler y Mónica Galán. También, contó con las actuaciones especiales de Perla Santalla, Víctor Laplace y Pepe Soriano. Y la presentación de Valentina Fernández de Rosa.

## Sinopsis
Una adolescente soltera embarazada va a vivir con su tío, un mediocre animador en un cabaré de mala muerte.

## Reparto
Participaron del filme los siguientes intérpretes:

## Comentarios
Tiempo Argentino escribió:

«Válida incursión en el mundo adolescente…Eduardo Calcagno intenta….una nueva propuesta de libertad que se emparenta con la sustentada por los representantes del movimiento hippie»

Claudio España en La Nación opinó:

«Estampas en las que solo tres aspectos sirven de soporte: una gran mansedumbre que impregna a la totalidad del tono del relato, cierto apunte burlón para caracterizar con aires de sainete aun a los seres más creíbles, y una profundización, mediante la imagen, en el sufrimiento oculto de los personajes.»

Fernando Ferreira en La Razón opinó:

«Hay un guion sin fisuras, buenos intérpretes y una historia con personajes creíbles….el resto forma parte de un discurso que quizás el director no se propuso pronunciar en ningún momento.»